# Préaux-du-Perche
Préaux-du-Perche è un comune francese di 569 abitanti situato nel dipartimento dell'Orne nella regione della Normandia.

## Società

### Evoluzione demografica
Abitanti censiti